# 12. Sinfonie (Mjaskowski)
Die Sinfonie in g-Moll op. 35 ist die zwölfte Sinfonie des Komponisten Nikolai Jakowlewitsch Mjaskowski.

## Entstehungsgeschichte
Mit Beginn der Zwangskollektivierung der Landwirtschaft in der Sowjetunion fasste Mjaskowski den Gedanken, dem ländlichen Leben und dessen Wandel eine Sinfonie zu widmen. Bevor er diese Idee umsetzte, komponierte er noch die elfte Sinfonie. Die zwölfte Sinfonie schrieb er anlässlich des 15. Jahrestages der Oktoberrevolution und stand somit auch unter einem gewissen Zeitdruck. Das Werk entstand im Winter 1931/32 und war am 1. Januar vollendet. Am 23. April erging der Beschluss der KPdSU Über die Umstrukturierung literarisch-künstlerischer Organisationen, der viele Künstler zwang, ihr Schaffen umzustrukturieren. Auch Mjaskowski bemühte sich in dieser Zeit um eine neue Tonsprache, die elfte und besonders die zwölfte Sinfonie, die beide noch vor dem Beschluss entstanden, weisen schon deutliche Änderungen auf. S. Gulinskaja spricht hier von einer „Aufhellung“ und „Demokratisierung“.

## Analyse
Der Kopfsatz in g-Moll hat die Form ABCDCBA. Das Thema des A-Teils wird zunächst von der Klarinette in einem gemäßigten Tempo vorgetragen und im B-Teil variiert. Dem C-Teil liegt eine langsamere Melodie der tiefen Streicher und Bläser zugrunde, die zunächst unisono erscheint und später kontrapunktisch verarbeitet wird. Der Mittelteil steht erstmals in Dur, und das Tempo ist schneller. Das Thema ist tänzerisch und wird durch verschiedene Tonarten geführt. Der zweite Satz ist ein Scherzo in C-Moll, das mit Bläser-Fanfaren in D beginnt. Nach einer Fuge folgt ein Thema, das stark an das zweite Thema des zweiten Satzes der neunten Sinfonie erinnert. Der Satz endet wieder mit den Fanfaren, diesmal in C-Dur. Der letzte Satz in G-Dur bringt noch einmal mehrere Themen der vorangegangenen Sätze.

## Rezeption und Kritik
Die zwölfte Sinfonie ist das vielleicht kontroverseste Werk Mjaskowskis. Es wurde sowohl inhaltlich als auch musikalisch viel diskutiert und kritisiert. Mjaskowski war selbst mit dem Werk stellenweise unzufrieden, was vor allem daran lag, dass der Komponist bei der Arbeit unter Zeitdruck stand und gesundheitlich angeschlagen war. An Prokofjew schrieb er über den letzten Satz: „Trotz starker Anspannung meines guten Willens ist in diesem Finale […] außer Banalitäten nichts zustande gekommen“.
Das Werk wurde am 1. Juni 1932 uraufgeführt. Mit der Interpretation des Dirigenten Albert Coates war Mjaskowski nicht zufrieden, Coates nahm nach seiner Aussage die schnellen Tempi „mit Gelassenheit“ und die langsamen „fieberhaft aufbegehrend“. Coates war trotz Bemühens des Komponisten nicht bereit, die Sinfonie der Version anzupassen, die ihm vorher auf dem Klavier vorgespielt worden war. Mjaskowski war folglich auch nicht traurig darüber, dass er die Uraufführung krankheitsbedingt versäumte. Bei den Proben hatte er genügend Eindrücke gewonnen, um die Fehler zu korrigieren und die Partitur für den Druck vorzubereiten. Die Noten erschienen pünktlich zum Jubiläumsdatum der Revolution.
Problematisch ist Mjaskowskis Umgang mit so einem heiklen Thema wie der Kollektivierung. Der Pianist und Mjaskowski-Interpret Murray McLachlan schrieb beispielsweise über das Werk: „[…] and certainly it is hard to listen seriously to a work with the title ‘Collective Farm Symphony’ […]“ („[…] und sicherlich ist es schwer sich ein Werk mit dem Titel „Kollektivierungs-Sinfonie“ ernsthaft anzuhören […]“). Mjaskowskis persönliche Haltung dazu ist schon wie bei der Behandlung der Oktoberrevolution in der sechsten Sinfonie nur schwer zu erkennen. Die Autorin Maya Pritsker bezweifelt außerdem, dass Mjaskowski beispielsweise über die durch die Kollektivierung in der Ukraine ausgelöste Hungersnot informiert war, da die Presse natürlich nicht objektiv darüber berichtete. Das sowjetische Regime sah in dem Werk dennoch auch Kritik, zumindest ist es wahrscheinlich, dass der 1948 ausgesprochene Formalismusvorwurf seine Gründe unter anderem in dieser Sinfonie hat.
Musikalisch wird das Werk zu den eher schwächeren Kompositionen Mjaskowskis gezählt. Die Gründe dafür liegen möglicherweise in dem Zeitdruck, dem Mjaskowski ausgesetzt war, und in seiner angeschlagenen Gesundheit. Ob die Problematik der Vorlage ebenfalls dazu beitrug, kann nicht beantwortet werden. Der Mjaskowski-Forscher Eric Schissel kritisiert an dem Werk vor allem, dass es starke Ähnlichkeiten und Übereinstimmungen zur neunten Sinfonie zeigt und gleichzeitig deren Qualität nicht erreicht.